# Don't Forget (sång)
"Don't Forget" är den tredje och sista singeln släppt från Demi Lovatos debutalbum Don't Forget. Sången släpptes den 16 mars 2009.

## Sånginformation
I "In Tune With Demi Lovato", en kort specialserie i två delar som visades på Disney Channel, berättade Lovato att "Don't Forget är en av sångerna [på albumet] som jag kan relatera till mest" och att hen älskar det eftersom hen fick "känna en massa känslor när hen spelade in den". Lovato framförde sången i Ellen DeGeneres Show den 15 april 2009. Sången är Demi's bästa listplacerade sång från Don't Forget, med en högre topplacering än hens två tidigare singlar. "Trainwreck" var egentligen menad att vara den tredje singeln från albumet, men blev senare ersatt av "Don't Forget". 

## Mottagande
Don't Forget blev positivt mottagen av kritiker. Michael Menachem från Billboard kallade sången för "en sårbar och andfådd sång" som "visar upp Lovato's falsett och sedan smäller på högvarv med en gungande instrumental."

## Musikvideo
Den officiella musikvideon (regisserad av Robert Hales) filmades i Griffith Park i Los Angeles, och släpptes i mars 2009. Videon börjar i en turnébuss där Demi Lovato's band syns i början. Lovato visas sedan sittande vid ett fönster, och börjar sjunga början av sången. När sången fortsätter så går hen ut och håller i ett paraply och fortsätter sjunga. Lovato visas sedan framför en karusell, där hen ännu håller i paraplyet. När sången når slutet så uppträder Lovato och hens band i regnet, med regnet som ändrar färger i bakgrunden. Vid sista versen så visas hen i turnébussen igen där videon började. Innan videon avslutas så rinner en tår nedför hens kind.

## Prestation på topplistorna
"Don't Forget" debuterade som #68 på Billboard Hot 100. Efter att Hollywood Records släppte musikvideon, så sköts "Don't Forget" upp 36 placeringar från #84 till #48, och topplacerades sedan som #41. 

### Topplistor
| Lista (2009)              | Topplacering |
| ------------------------- | ------------ |
| Kanada (Canadian Hot 100) | 76           |
| USA (Billboard Hot 100)   | 41           |